# Jan Griffier (I)

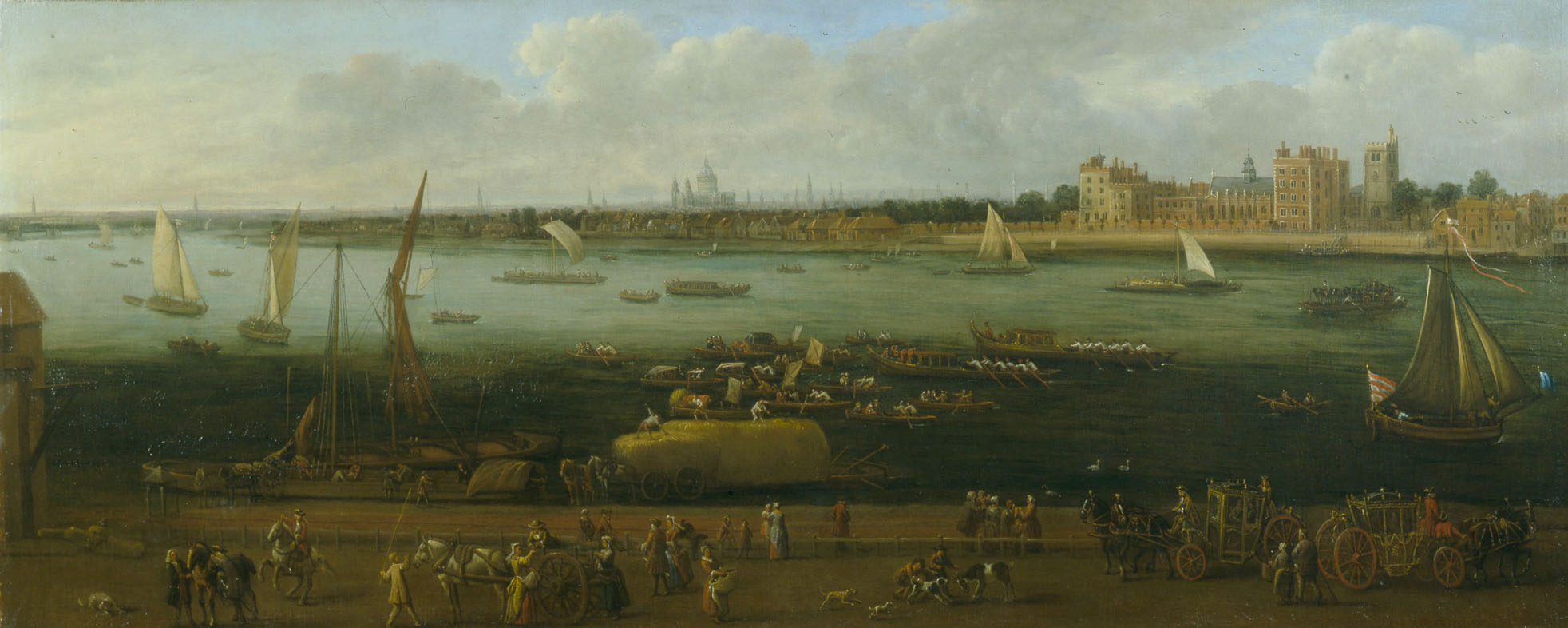
Gezicht op de Theems en Lambeth Palace

Jan Griffier (Amsterdam, ca. 1650 - Londen, 1718) was een Nederlands kunstschilder uit de periode van de Gouden Eeuw. Hij vervaardigde vooral (italianiserende) landschappen, maar ook stadsgezichten. Hij was een groot deel van zijn leven actief in Engeland.
Over zijn geboortejaar bestaat veel onduidelijkheid; bronnen variëren daarin van 1645 tot 1656. Een vermelding in het Album studiosorum van de Academie in Leiden geeft in 1700 zijn leeftijd als 48 jaar oud. Jan Griffier werd in het vak opgeleid door Roelant Roghman. Hoe hij bij deze schilder terechtkwam, blijkt uit een levendig verslag van Griffiers leven door Arnold Houbraken in diens werk De groote schouburgh der Nederlantsche konstschilders en schilderessen.  In Amsterdam verkeerde hij in de omgeving van gerenommeerde schilder als Rembrandt, Ruisdael, Lingelbach en Saftleven, wier werken hem inspireerden en beïnvloedden.
In het kielzog van zijn vriend de landschapsschilder Jan Looten trok hij naar Engeland waar hij voor en met hem werkte en verdere instructie onderging. Het ging hem goed en na verloop van tijd kocht hij een jacht waarop hij met zijn gezin ging wonen. Toen hij met het schip echter een oversteek naar Holland waagde, leed hij schipbreuk, waarbij hij al zijn bezittingen, waaronder vele kunstwerken, verloor. Het gezin overleefde echter en vervolgens bleef Griffier voor een periode van tien jaar in Holland. Hij vestigde zich in Rotterdam en kocht opnieuw een boot, waarop hij al schilderend met zijn gezin rondvoer. Rond 1707 vertrok hij opnieuw met zijn boot naar Engeland, maar liet voor de zekerheid zijn andere gezinsleden met een ander schip de oversteek maken. Hij kwam veilig aan en overleed in Londen in 1718.
Jan Griffier was de vader en leermeester van Robert en Jan Griffier.